# ベンチェー省

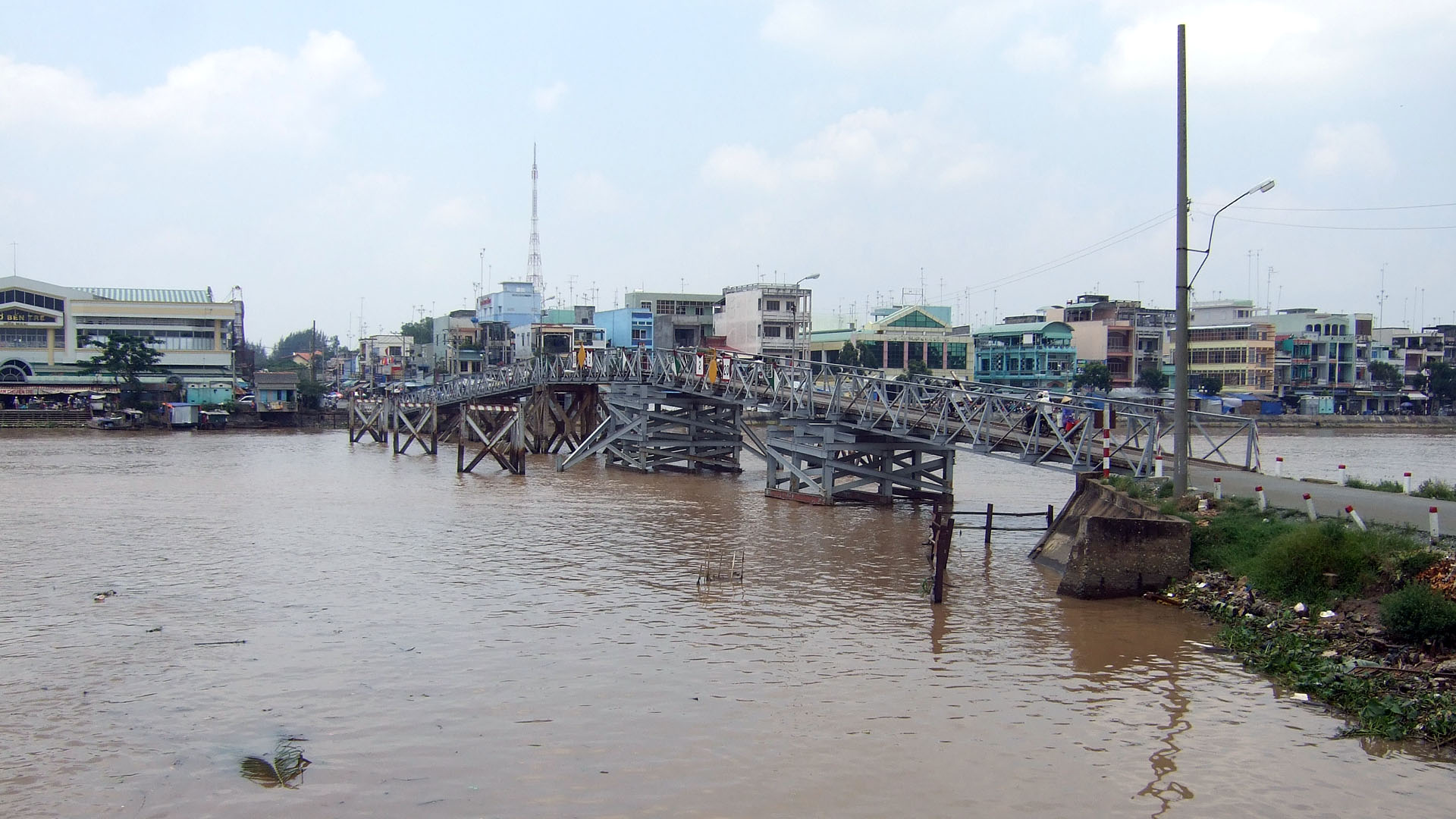
町の南北を結ぶベンチェー橋

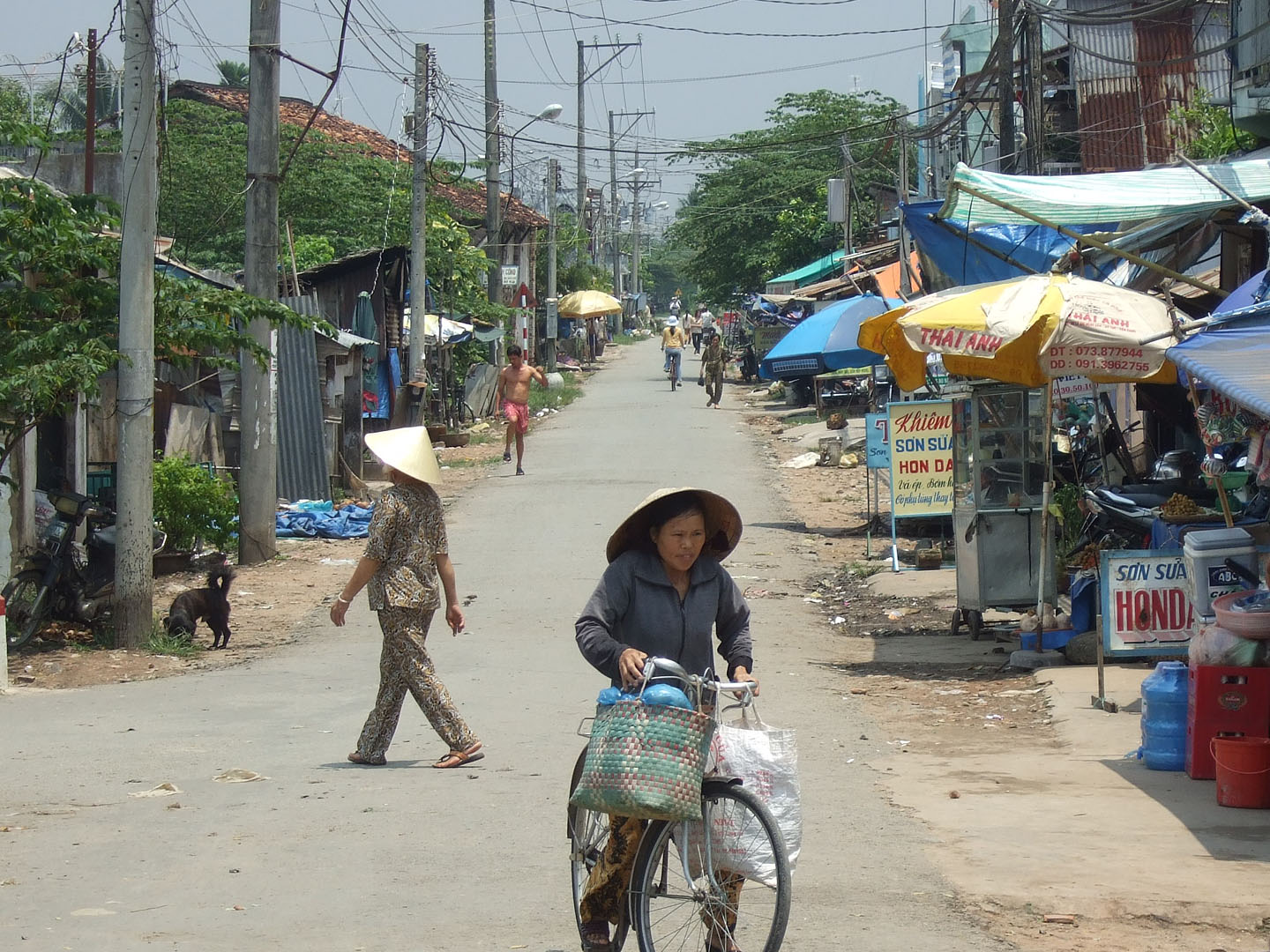
ベンチェーの生活路

ベンチェー省（ベンチェーしょう、ベトナム語：Tỉnh Bến Tre / 省𤅶椥  発音）は、ベトナムのかつての省（地方自治体）。省都はベンチェー市。ホーチミン市の南西約86kmに位置する。地名は越語Bến（停泊所）+クメール語Treay（魚）に由来。

## 気候
熱帯モンスーン気候帯に属し、雨季と乾季を有する。5月から10月までが雨期、11月から4月までが乾期である。年間平均降水量は 1,250mm から 1,500mm、年間平均気温は摂氏26度から27度である。

## 地理
メコンデルタ地方を構成する13の省の一つで、おおよそ2つの三角州から構成され、ティエンザン省の一部以外とは陸地では接していない。ココナッツの森林におおわれた肥沃な土地であり、農業が盛んである。特に果樹園、水田が多い。また、淡水魚・海老などの水産物が豊富で、観光客にはシーフードが人気である。

## 歴史
ベトナム戦争で枯葉剤の被害を受けた地域のひとつである。当時ベンチェー共産党党首であったグエン・チ・ディン率いる女性部隊が米軍と戦ったことでも知られる。
2025年、チャーヴィン省と共にヴィンロン省に統合された。

## 隣接行政区画
- チャーヴィン省
- ヴィンロン省
- ティエンザン省

## 行政区画
ベンチェー省は、以下の行政単位に区分される。
- 市（Thành phố / 城庯）

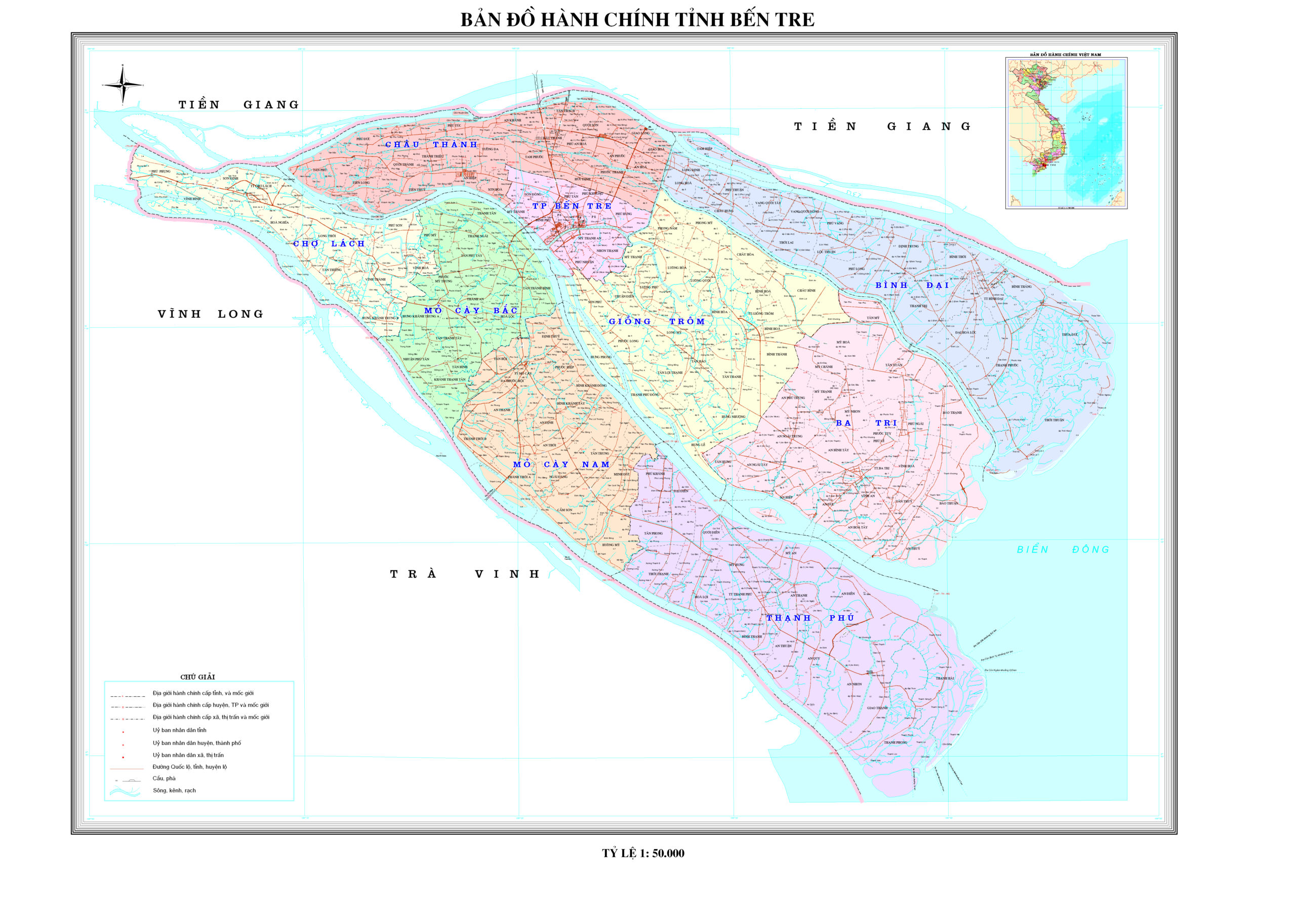
地図

  - ベンチェー（Bến Tre / 𤅶椥）

- 県（huyện / 縣）
  - バーチー県（Ba Tri / 𠀧知）
  - ビンダイ県（Bình Đại / 平大）
  - チャウタイン県（Châu Thành / 周城）
  - チョラック県（Chợ Lách / 𢄂藶）
  - ゾンチョム県（Giồng Trôm / 壠簪）
  - モーカイバク県（Mỏ Cày Bắc / 㖼𦓿北）
  - モーカイナム県（Mỏ Cày Nam / 㖼𦓿南）
  - タインフー県（Thạnh Phú / 盛富）

## 経済
一人当たりのGDPはメコンデルタ地方平均の90%とやや低い。

## 観光
観光ではメコン川クルーズをはじめとするエコツーリズムが人気で、観光収入は年20%の割合で増加を続けている。ホーチミン市からはミトーを経由するのが一般的。ミトー中心部からベンチェー中心部まではフェリーと路線バスを乗り継いで約1時間であったが、2009年1月19日にベンチェー省チャウタイン県とティエンザン省ミトー市を結ぶラックミエウ橋が開通した。これにより、フェリーの運航は中止されている。